# ヨネダ2000
ヨネダ2000（ヨネダにせん）は、吉本興業（東京本社）所属のお笑いコンビ。NSC東京校23期生。M-1グランプリ2022ファイナリスト。

## メンバー
誠（まこと、1999年3月25日 - ）（26歳）
ボケ・ネタ作り担当。
本名および旧芸名、清水 亜真音（しみず あまね）。本人によると、親は最初「周」一文字で「あまね」と読む名前を付けようと考えていたが、画数が良くなかったため亜真音にしたとのこと。
東京都世田谷区出身で、実家は理容室。その実家でアルバイトをしていたこともある。
身長155 cm、体重47 kg。血液型B型。
趣味はテニス、絵を描くこと、物作り、音楽鑑賞。中学生時代の部活はテニス部で大会に出場した時は好成績を出しており、高校にもテニス推薦で入学した。特技はハーモニカ、散髪、顔剃り（理容師免許を所持している）。
好きだったコメディアン、バラエティ番組はザ・ドリフターズ、Mr.ビーン、『ダウンタウンのごっつええ感じ』（フジテレビ）。音楽で好むのはフジファブリック。
過去には「ケンケンズ」というコンビを組んでいた。
2022年5月26日放送の『ダウンタウンDX』（読売テレビ放送・日本テレビ系）にてこれまで本名と同一だった芸名を改名したいと提案し、MCの松本人志（ダウンタウン）が同じくゲストだった山之内すずから借用した「すず」、相方・愛に合わせた「恋」、1970年代に連載されていた漫画『愛と誠』に着想を得た「誠」という3つの案を出し、最終的に同じくMCの浜田雅功（ダウンタウン）の「ショートヘアにしてるし男の子っぽいから『誠』でええんちゃうん?」という意見が決め手となり、本名である清水亜真音から『誠』への改名が正式に決定。公式プロフィールも併せて変更された。

愛（あい、1996年9月19日 - ）（28歳）
ツッコミ担当。
本名および旧芸名、河田 愛（かわだ あい）。
神奈川県横浜市戸塚区出身。小さい頃は栃木県に住んでいたが、両親の離婚により母方の祖母のいる横浜に転居して育った。
身長168 cm、体重116 kg。血液型B型。
趣味は動物・音楽鑑賞、SMAP。特技は犬の基本的なしつけ（ドッグトレーナーの専門学校を卒業している）、ブルースハープ（ハーモニカ）、肩もみ。
動物関連の資格はドッグトレーナー、愛犬しつけアドバイザー、アニマルメディカルテクニシャン、ドッググルーマー、愛玩動物飼養管理士、キャットケアスペシャリストなど。
好きだったバラエティ番組は『はねるのトびら』『爆笑レッドカーペット』『爆笑レッドシアター』『SMAP×SMAP』（いずれもフジテレビ）。
中学時代の部活は吹奏楽部で、担当楽器はバリトンサックスだった。
NSC入学当初は男女コンビ志望だった。
過去には「いちごとごはん」というコンビを組んでいた。
上顎に乳歯が2本残っている。
自宅には同居人がいる。
かぼすと言う猫を飼っていたが、預かりボランティアを経てもう一匹愛猫が欲しいと、子猫で保護されたところてんを保護した保護施設から預かり、相性を見る為の2週間のトライアル飼育する。その様子は『嗚呼!!みんなの動物園』で放送。最初こそ先住猫のかぼすとは距離があり、ゲージに近づくも威嚇していたが徐々に距離が縮まり、かぼすが受け入れて威嚇もなくなる等不安要素がなくなり保護施設から正式譲渡され、ところてんが二匹目の愛猫となる。

## 来歴
NSC東京校23期出身の同期によるコンビ。2018年2月に現在のメンバーによって「ギンヤンマ」を結成し、2019年3月に同期の男芸人・ゼンツ（コンビ「オーパーツ」を経て、現在はピン芸人・プロ雀士として活動）が加入してトリオ「マンモス南口店」となるが、同年の9月で解散。2020年4月に現在のコンビ「ヨネダ2000」として再結成する。誠はマンモス南口店の解散時に「もう（愛とは）組まないだろうな」と思って愛との再結成は即決せず、新たにコンビを組む時に別の人とネタ合わせをしていたこともあったらしく、結果的に「愛を待たせてしまった」と話している。
『M-1グランプリ』では2020年こそ1回戦敗退に終わったものの、翌年の2021年大会では結成2年目にして準決勝まで進出、敗者復活戦では10位だった。
『女芸人No.1決定戦 THE W』では2020年にて準決勝進出、2021年では決勝進出を果たし出番はトップバッターとなる。これが地上波初出演であり、誠（当時の芸名は清水亜真音）は当時22歳で「THE W」史上最年少ファイナリストとなった。2022年には2番手にネタを披露し勝ち上がり、初めて最終決戦に進出した。7票中2票を獲得したが、4票を獲得した天才ピアニストに敗れ準優勝となった。
主に神保町よしもと漫才劇場にて出演。
2022年1月3日、『オールナイトニッポン0(ZERO)』（ニッポン放送）へ初登場。
初出場にして、2022年第43回ABCお笑いグランプリ決勝進出を果たす。
2022年、M-1グランプリ2022で決勝進出。女性コンビによる決勝進出は2009年のハリセンボン以来13年ぶり（9大会ぶり）で、8番目にネタを披露。最終結果は真空ジェシカと同点の647点で5位タイ。また記録した647点は女性コンビ史上最高得点である。

## コンビ名の由来
誠が「ウルトラマン」という表記が未来っぽくてカッコいいという理由で、同じように「ヨネダ」もカッコよかったため採用。「2000」の部分は誠のネタ帳に「ZOO」と書いていたが、愛にはそれが「200」に見えたという。そこで愛が「200では物足りない」と思い、「2000」にした。そしてコンビ名を提出する際、「ヨネダ2000」と「ヨネダペア」で迷ったものの愛がどうしても「2000」にこだわりたかったため、現在のコンビ名へと決定。ギンヤンマとマンモス南口店の解散の経緯を知っていた人へ提出した際、「はい、もう簡単に解散しないでください」と言われた。
誠は「名前が宇宙っぽいから」とヨネダ2000という名前を選んだとも話している。またフジファブリックの「『ダンス2000』という曲から来ているということもあるのでは」という問いには「それもちょっとあるかも」と、異説もあるような旨を話していたことがある。
コンビ名の由来を尋ねられた際、誠が「愛さんの学生時代のあだ名がラクダで、私のあだ名がヨネダ2000だったのでヨネダ2000にした」とボケることがある。

## 芸風
主に漫才だが、正統派のしゃべくり漫才とはかけ離れたシュール系コントに近いネタが多い。
ネタ冒頭で愛は誠に特定の動きを延々と繰り返すように命じられ、誠の1人コントのような流れに愛の動きが関連していく（餅つき、どすこい、Y.M.C.A.など）2人が一定のテンポを正確にキープするリズム感はプロのミュージシャンにも評価されており、舞台に上がる前にはメトロノームのアプリを聴いてテンポを確認しているという。一方で、2人で掛け合いを演じながら進めていくネタも少なからずある。
コントも時たま演じるが、漫才と同じく正統派コントではない。
各種賞レースでの結果などは、「#来歴」や「#賞レースでの成績」を参照。

## 出囃子
- ジョニーとハリケーンズ（英語版）「Red River Rock」

## 賞レースでの成績

### M-1グランプリ
| 年度（回）       | 結果         | エントリー No. | 備考                                     |
| ---------------- | ------------ | -------------- | ---------------------------------------- |
| 2018年（第14回） | 1回戦敗退    | 1341           | コンビ「ギンヤンマ」として出場           |
| 2020年（第16回） | 1回戦敗退    | 1691           | 結成1年目として出場                      |
| 2021年（第17回） | 準決勝進出   | 901            | 敗者復活戦10位                           |
| 2022年（第18回） | 決勝5位      | 1794           | 決勝キャッチフレーズ「なかよし奇想天外」 |
| 2023年（第19回） | 準々決勝進出 | 2222           |                                          |
| 2024年（第20回） | 準々決勝進出 | 2145           |                                          |

### キングオブコント
| 年度（回）       | 結果         | 備考                               |
| ---------------- | ------------ | ---------------------------------- |
| 2018年（第11回） | 1回戦敗退    | コンビ「ギンヤンマ」として出場     |
| 2019年（第12回） | 1回戦敗退    | トリオ「マンモス南口店」として出場 |
| 2021年（第14回） | 1回戦敗退    |                                    |
| 2022年（第15回） | 準決勝進出   |                                    |
| 2023年（第16回） | 準々決勝進出 |                                    |
| 2024年（第17回） | 準々決勝進出 |                                    |

### 女芸人No.1決定戦 THE W
| 年度（回）      | 結果       | 備考                                          |
| --------------- | ---------- | --------------------------------------------- |
| 2018年（第2回） | 2回戦進出  | コンビ「ギンヤンマ」として出場                |
| 2019年（第3回） | 1回戦敗退  | コンビ「ギンヤンマ」として出場                |
| 2020年（第4回） | 準決勝進出 |                                               |
| 2021年（第5回） | 決勝進出   | 決勝キャッチフレーズ「若き奇才の未来型漫才」  |
| 2022年（第6回） | 決勝2位    | 決勝キャッチフレーズ「Z世代のメルヘン異端児」 |
| 2023年（第7回） | 不参加     |                                               |
| 2024年（第8回） | 不参加     |                                               |

### その他
- 2021年 BIGLOBE presents -エンタメフリー劇場- なんてネタだ!グランプリ - 予選通過[37]
- 2022年 第7回上方漫才協会大賞 - 大賞ノミネート[38]、新人賞ノミネート[38]
- 2022年 R-1グランプリ2022 - 2回戦進出（愛）[39]
- 2022年 第43回ABCお笑いグランプリ - 決勝進出[40]
- 2023年 第8回上方漫才協会大賞 - 大賞ノミネート[41]、新人賞受賞[42]
- R-1グランプリ2023
  - 準々決勝進出（愛）[43]
  - 準決勝進出（誠、復活ステージ4位）[44]
- 2023年 世界を笑わせろ!グローバルコメディアン - 優勝
- 2023年 第44回ABCお笑いグランプリ - 決勝進出[45]

## 出演

### テレビ

#### 現在のレギュラー番組
- ゾンターク〜おどりのほし〜（NHK Eテレ 九州・沖縄地方、2023年3月11日、18日、4月 - ） - MC（声の出演、ゾン 役〈誠〉・ターク 役〈愛〉）[46]

#### 不定期出演
- 防犯カメラが捉えた!衝撃コント映像（朝日放送テレビ、2022年1月30日 - 12月4日〈3日深夜〉）
- 千原ジュニアの座王（関西テレビ、2022年2月5日〈4日深夜〉 - ）
- 有吉の壁（日本テレビ、2022年3月30日〈29日深夜・若手予選会〉、4月6日 - ）
- 嗚呼!!みんなの動物園（日本テレビ、2022年7月30日 - ） - 愛のみ（保護ネコ預かり生活コーナー）
- かがやけ! ミラクルボーイズ（テレビ神奈川、2023年6月21日 - 2023年7月3日）
- 全国ハモネプ大リーグ（フジテレビ、2024年3月2日） - 愛のみ（「ドルフィンズ」のメンバーとして）[47]

### テレビドラマ
- 波よ聞いてくれ 第1話（2023年4月21日、テレビ朝日） - 謎多き先生 役（愛）[48]

### テレビアニメ
- いきものさん（2023年7月8日 - 、毎日放送） - イガグリ 役（誠）[49]、第1話副音声（愛）[50]

### ラジオ
- ヨネダ2000のオールナイトニッポン0(ZERO)（ニッポン放送、2022年1月4日〈3日深夜〉[51]）
- ヨネダ2000のUBUGOE（Artistspoken、2022年3月2日 - ） - 水曜パーソナリティ[52]

### Webテレビ
- Blah!Blah!Blah! 「ヨネダにラブ・ソングを…」（Lemino、2023年4月19日 - ） - 水曜MC[53]

### CM
- 花王「ハミング消臭実感」（WebCM、2023年）[54]
- スカパー!「基本プランポイントプレゼントキャンペーン」（2023年）[55]
- サントリー「金麦〈糖質75%オフ〉」（WebCM、2024年）[56]
- LINEMO（2024年）（川口春奈と）

## ライブ
- ヨネダ2000単独ライブ「真夏のパントマイマーたかし!」（神保町よしもと漫才劇場、2021年11月21日）
- ヨネダ2000ネタライブ「キャッチボールちゃん☆」（神保町よしもと漫才劇場、2022年2月6日 - ）
- ヨネダ2000単独ライブ「犬がプールに大興奮スペシャル」（よしもと有楽町シアター、2022年6月19日）
- ヨネダ2000単独ライブ「ハイコー・ポキムライヴ！〜大阪プ〜」（なんばグランド花月、2023年6月4日）
- ヨネダ2000単独ライブ「ハイコー・ポキムライヴ！〜東京ポ〜」（ルミネtheよしもと、2023年6月24日）